# 萊克賽德 (內布拉斯加州)
萊克賽德（英語：Lakeside）是位於美國內布拉斯加州謝里敦縣的非建制地區。

## 歷史
萊克賽德的郵局自1888年營運至今。

## 地理
萊克賽德所處的海拔為高於海平面1183米（即3881英呎），而該地所採用的時區為UTC-7，即北美山地時區（MST）。同時該地設有夏令時間，為UTC-7調快一小時，即UTC-6（MDT）。